# Most Závodu míru

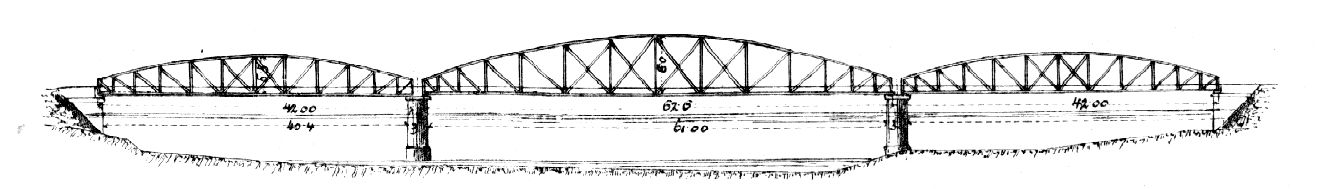
Železný most z roku 1896 na vyobrazení v Ottově encyklopedii

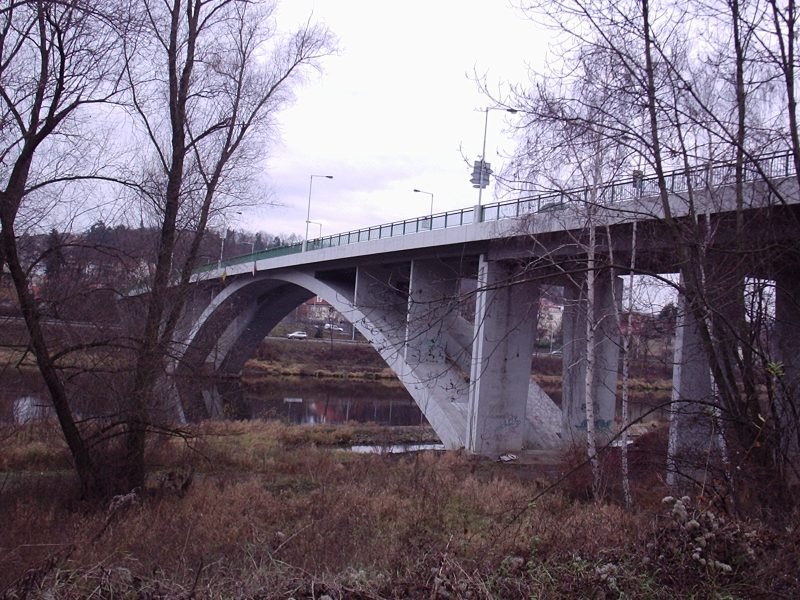
Pohled na most z pravého břehu od železniční stanice

Most Závodu míru je silniční most přes Vltavu na Zbraslavi, 13 km jižně od centra Prahy. Jde o první most přes Vltavu po proudu řeky nacházející se na území hlavního města Prahy. Stejně jako Radotínský most se nachází nad soutokem Vltavy s řekou Berounkou. Spojuje Zbraslav na levém břehu s místní částí Závist a železniční stanicí Praha-Zbraslav na pravém břehu.
Původně stál v těchto místech železný most nazývaný Zbraslavský most o třech polích (42 m + 62,6 m + 42 m), který byl vybudován nákladem 136 tis. zlatých v roce 1896.
V roce 1964 byl nahrazen novým železobetonovým mostem, vybudovaným o něco níže po proudu řeky.
Most je 210 m dlouhý s jedním obloukem o rozpětí 75 m a třemi pilíři na každé straně.
Vozovka o šíři 9 m se nachází ve výšce zhruba 12 m nad řekou.
Na levém břehu přechází i silnici II/102, na pravém břehu Železniční trať Praha – Vrané nad Vltavou – Čerčany/Dobříš.
Jde o první obloukový most na světě postavený metodou samonosné svařované výztuže (bez potřeby bednění).
Most postavil podnik Stavby silnic a železnic podle projektu Ing. J. Tvrzníka.
Jeho prvními uživateli se stali cyklisté, účastnící se Závodu míru.
V roce 1997 byl most opraven.